# Laguna Madre
La laguna Madre (en inglés: Laguna Madre, en original en español) es una larga bahía hipersalina y superficial de los Estados Unidos, localizada en la costa occidental del golfo de México, en los condados de Nueces, Kenedy, Kleberg, Willacy y Cameron del estado de Texas. Está separada en dos partes por el puente de tierra de Saltillo Flats, de aproximadamente 32 kilómetros de largo, que la divide en la bahía Alta o Superior (Upper ) y en la Baja o Inferior (Lower). Ambas están unidas por el canal Intracostero (Intracoastal Waterway), que ha sido dragado a través de la bahía. En conjunto, la laguna Madre tiene aproximadamente 210 kilómetros de largo, la longitud de la isla del Padre. Las principales extensiones son la bahía de Baffin, en la laguna Madre Alta, la bahía de Red Fish, justo bajo Saltillo Flats, y la bahía Sur (South Bay), cerca de la frontera con México.
El ecosistema de la bahía está protegida por el Refugio de Vida Silvestre Nacional de la Laguna Atascosa, la Costa nacional de la isla Padre y por la propiedad privada King Ranch, con 3.340 km², uno de los ranchos privados mayores del mundo. La bahía forma parte de la red hemisférica de reservas para aves playeras como sitio de categoría internacional.
La historia humana del área es anterior a la propia formación de la laguna Madre y se establecerion en las costas de la bahía asentamientos en Port Isabel y Port Mansfield.

## Historia
La laguna Madre se formó hace unos 3.000 años, después de la estabilización del nivel del mar en la costa de Texas que culminó con el ascenso de Isla del Padre. La extensión de la bahía de Baffin es considerablemente más antigua que la laguna Madre, y se formó como un valle fluvial durante el Pleistoceno, más de 12.000 años atrás. Los pueblos antiguos obtenían ostras de la bahía, que desaparecieron debido a los cambios en la salinidad después de la formación completa de la laguna Madre. Las primeras personas que tuvieron contacto con la nueva bahía fueron probablemente indios nómadas de las tribus karankawa y coahuiltecos. El primer europeo que entró en contacto con la laguna Madre se cree que fue el explorador español Alonso Álvarez de Pineda en el siglo XVI, lo que se acredita con el nombre en español (que en inglés sería mother lagoon).
El gobierno español autorizó varios otorgamientos de tierra para la ganadería cerca de la bahía. El primero se cree que se dio en 1792 a José Nicolás Cabazos, medio millón de acres (2.000 km²) en la zona sur de la bahía de Baffin hasta el río Grande. Cabazos surtió la tierra con 900 bovinos. Varios asentamientos ganaderos americanos se desarrollaron después de la guerra con México, incluyendo King Ranch, que fue establecido en 1847 por Richard King. El área cercana a la actual pequeña ciudad de Port Isabel (5.006 hab. en 2010) fue utilizada como un centro de descanso por los españoles después de que los watersellers llegó a tierra en el siglo XVIII en busca de suministros de agua dulce. Un asentamiento conocido como Punta Isabel (Point Isable) se estableció en el lugar en la década de 1830, y en 1853 fue construido el faro de Punta Isabel para pasar por alto la bahía. La ciudad fue nombrada Port Isabel en 1928 y en 1954 se construyó atravesando la bahía la calzada reina Isabel, el puente más largo de Texas, para acceder a la isla del Padre Sur. En 1974 fue construido un puente nuevo, pero parte de él se derrumbó el 15 de septiembre de 2001 después de ser golpeado por una barcaza, falleciendo 8 personas y obstaculizar de manera significativa la economía del sur de Texas. Fue reconstruido y reabierto en noviembre de ese mismo año.  En el norte, Port Mansfield (226 hab. en 2010) fue establecida en 1950, en la antigua comunidad de pescadores de Red Fish Landing. Fue nombrado en honor del congresista estadounidense Joseph J. Mansfield, quien presentó el proyecto de ley que amplió el Canal Intracostero desde  Corpus Christi a Brownsville  en 1940. El Canal de Navegación de Port Mansfield (Port Mansfield Ship Channel) fue dragado en 1957 a través de la isla del Padre y redragado en 1962 después de los trabajos realizados para mejorar los espigones. El corte permite que ingrese agua de mar en la Baja Laguna Madre (Lower Laguna Madre) para mejorar la pesca y el transporte marítimo de Port Mansfield. La comunidad tenía 415 residentes en el año 2000.

## Características
La laguna Madre se encuentra entre la parte continental del sur de Texas y la isla del Padre. En este lugar entre el río Nueces y el río Grande, el clima es seco y a veces es conocido como el desierto Wild Horse. La costa occidental, una gran parte de ella incluida en el King Ranch, suele estar marcada por las dunas de arena, las yucas, los nopales o chumberas, las agaves americanas y ocasionalmente por robles doblados por el viento. La bahía se divide por el largo banco de arena (32 km), denominado  Saltillo Flats, que se encuentra aproximadamente a 64 km desde el extremo norte cerca de la calzada Memorial John F. Kennedy, en Corpus Christi. Esta parte de la bahía se conoce como laguna Madre Alta e incluye la extensión de la bahía de Baffin cerca de Kingsville, y la isla Bird, en el costa oriental de la isla del Padre, al noreste de la apertura de la bahía de Baffin. La  laguna Madre Baja incluye el área al sur de Saltillo Flats hasta la extensión de South Bay cerca de Port Isabel,] y está atravesada por la calzada Reina Isabel (Queen Isabella Causeway). Incluido en la Baja Laguna Madre está la bahía de Red Fish, que se encuentra a lo largo de la costa de King Ranch, al sur hasta Port Mansfield.
La bahía es poco profunda y estrecha, con un promedio solo 1,1 m de profundidad y de 6,4 km a 9,7 km de ancho. La profundidad es de solo de 20 cm a 34 cm en las zonas no dragadas y de 3,7 m de profundidad en los canales internos de 42 m de ancho del Gulf Intracoastal Waterway, que siguen a lo largo la bahía y une los tramos superior e inferior. En el lecho de la bahía y en el litoral se encuentran dos tipos de arrecifes duros, incluyendo arrecifes de playa de roca (concha y arena amalgamados por cemento de carbonato cálcico), común en el sur de la bahía de Baffin debido a los cambios ocasionales en el litoral costero de la laguna Madre; y arrecifes de serpúlidos, comunes en la bahía de Baffin, y en otras partes del sistema, formados entre 300 y 3.000 años atrás por los tubos calcáreos de los anélidos.
La laguna Madre tiene una salinidad de 36 partes por millón (ppm), que está por encima de la media de 35 ppm del agua de mar. Debido a la alta salinidad, tiene la distinción de estar entre las seis bahías hipersalinas de la Tierra; las otras son Sivash, en Ucrania, la laguna Ojo de Liebre, en la costa oeste de Baja California, el golfo de Spencer y la bahía Shark, en Australia, y la laguna Madre de Tamaulipas, que a veces se agrupa con la laguna Madre de Texas como un único sistema. Las razones de su hipersalinidad son la superficialidad, la falta de una fuente fluvial  importante, el clima seco, la alta evaporación y el aislamiento de otros cuerpos de agua. Su salinidad es aún mayor desde que fue dragado en la isla del Padre el canal del Golfo Port Mansfield (Port Mansfield Gulf Channel), lo que permitió un mayor intercambio con el agua de mar. Sin embargo, se produce muy poco intercambio de agua, ya que solo 25 m³ de agua de mar fluyen en la bahía cada segundo. El agua de lluvia de las tormentas tropicales y huracanes es la única aportación significativa de agua fresca que recibe la bahía. La salinidad es mayor en la laguna Madre Baja, donde el promedio es de alrededor de 45 ppm.

## Ecosistema
La laguna Madre es uno de los ecosistemas de bahía más importantes y mejor conservados de Texas. También es uno de los más protegidos en los Estados Unidos, ya que el 75% de sus costas están protegidas por el Refugio de Vida Silvestre Nacional de la Laguna Atascosa (Laguna Atascosa National Wildlife Refuge, con un área protegida desde 1946 de 263 km²), en el oeste, y por la Costa nacional de la isla Padre (Padre Island National Seashore, con un área protegida desde 1962 de 527 km²) en el este. Peces, camarones y cangrejos, que alimentan las poblaciones de aves, dependen para sobrevivir de la bahía y de sus abundantes fondos de praderas marinas. La pradera marina de la laguna Madre representa el 80% de todas las praderas marinas encontradas en la costa de Texas, aunque se ven amenazadas por las mareas marrones causadas por la mala circulación y el dragado. Una afluencia de agua marina puede reemplazar a veces los vitales pastos marinos con lechos de ostras.
La laguna Madre es el hogar de más peces que cualquier otro lugar de la costa de Texas, con especies como la gran barracuda, bagre azul, bagre de cabeza dura, corvina atlántica, dorado-delfín, corvina negra, corvina roja, platija meridional, pez lagarto, marao lisero, jurel, pez rey del Sur, malachos, doradilla, mojarras, mújol, sargo salema, pompano de Florida, raya mariposa suave, trucha marina manchada, tiburones de puntas negras, sargo chopa, guavinas, pargo, róbalo común, miracielo del sureste, raya de espina y dormilonas. las aves de corral Muchos emigran y viven alrededor de la bahía incluyendo el 75% de todas las porrones de cabeza roja. Otras aves en la zona son el halcón peregrino, el playero melódico, la espátula rosada, el zarapito americano, la grulla, garza blanca y el pelícano pardo. Las tortugas marinas y delfines se pueden encontrar en la bahía, mientras que ganado, venados de cola blanca, nilgos y linces rojos a veces pueden ser visto cerca de la orilla.

## Industria
La ganadería y la agricultura predominan cerca de King Ranch,aunque los puertos de Port Isabel y Port Mansfield dependen de la pesca y de la industria pesquera del camarón. En la década de 1960, Port Isabel producía una media de 3,6 millones de toneladasde camarón al año, que representaron el 65% de toda la producción en Texas. En Port Mansfield, la industria pesquera se ha ampliado considerablemente con la apertura del canal de Port Mansfield, lo que permite una acumulación constante de pez rojo, camarón gris y platija. Debido a la protección medioambiental de la bahía, se han construido en la zona muy pocas las plantas manufactureras. Después de una campaña medioambiental, la Valero Energy Corporation  construyó un oleoducto de gas y petróleo desde Corpus Christi hasta el Valle de Río Grande para disminuir el envío de petróleo y gas a lo largo del Intracoastal Waterway, disminuyendo considerablemente la posibilidad de derrames. Los activistas también han arremetido contra una propuesta de una granja de turbinas eólicas aguas adentro de la bahía de Baffin, debido al daño potencial a las pintorescas tierras y a las poblaciones de aves.
La industria del turismo también es un pilar fundamental para las comunidades de la bahía. Los amantes de las playas tienen que pasar la laguna Madre para alcanzar las primeras instalaciones playeras tanto en el norte como en el sur de la isla del Padre. La pesca ha atraído a los turistas a Port Isabel, donde  desde 1934 se ha celebrado el Torneo Internacional de Pesca de Texas (Texas International Fishing Tournament). Los visitantes también acuden a la isla Bird de la costa occidental de la isla del Padre, para practicar windsurf, kayak y otros deportes acuáticos.